# Jona Ustinov
Jona (von) Ustinov, ook bekend als Klop Ustinov (Jaffa, 2 december 1892 - Eastleach (Gloucestershire), 1 december 1962), was een Duits journalist en diplomaat, die onder het naziregime werkte voor het Britse MI5. Zijn vader was de naar Duitsland geëmigreerde Russische baron Plato von Ustinov (1840–1918). Zijn zoon was de bekende acteur Sir Peter Ustinov.

## Levensloop
Ustinov werd in Palestina geboren als zoon van een voormalig Russisch officier die de nationaliteit had verworven van het koninkrijk Württemberg en van Magdalena Hall, dochter van de Ethiopische hofdame Katharina Hall en van Moritz Hall, een Jood bekeerd tot het protestantisme.
Ustinov liep school in Jaffa, Tel Aviv, Düsseldorf en Yverdon. Hij studeerde aan de Universiteit van Grenoble en werkte vervolgens aan de Humboldtuniversiteit te Berlijn. Na de oorlog emigreerde hij naar Nederland en vervolgens naar het Verenigd Koninkrijk, waar hij zich in Londen vestigde. Dit nomadische leven zorgde voor zijn kosmopolitische levenshouding en zijn hekel aan iedere vorm van nationalisme.

## Carrière
Tijdens de Eerste Wereldoorlog behoorde Ustinov tot de Duitse luchtmacht.
Na de oorlog werkte hij in Amsterdam voor Wolffs Telegraphisches Bureau, het eerste Duitse nieuwsagentschap.
Op 17 juli 1920 trouwde hij met de schilderes Nadia Benois en het jonge echtpaar verhuisde naar Londen, waar Ustinov persattaché werd op de Duitse ambassade. In 1921 werd hun zoon Peter geboren.
Zodra de nazi's aan de macht kwamen, begonnen de problemen die er toe leidden dat Ustinov in 1935 werd afgedankt, nadat hij geweigerd had te bewijzen dat hij geen Joodse voorvaders had. Hij vroeg en verkreeg toen de Britse nationaliteit.

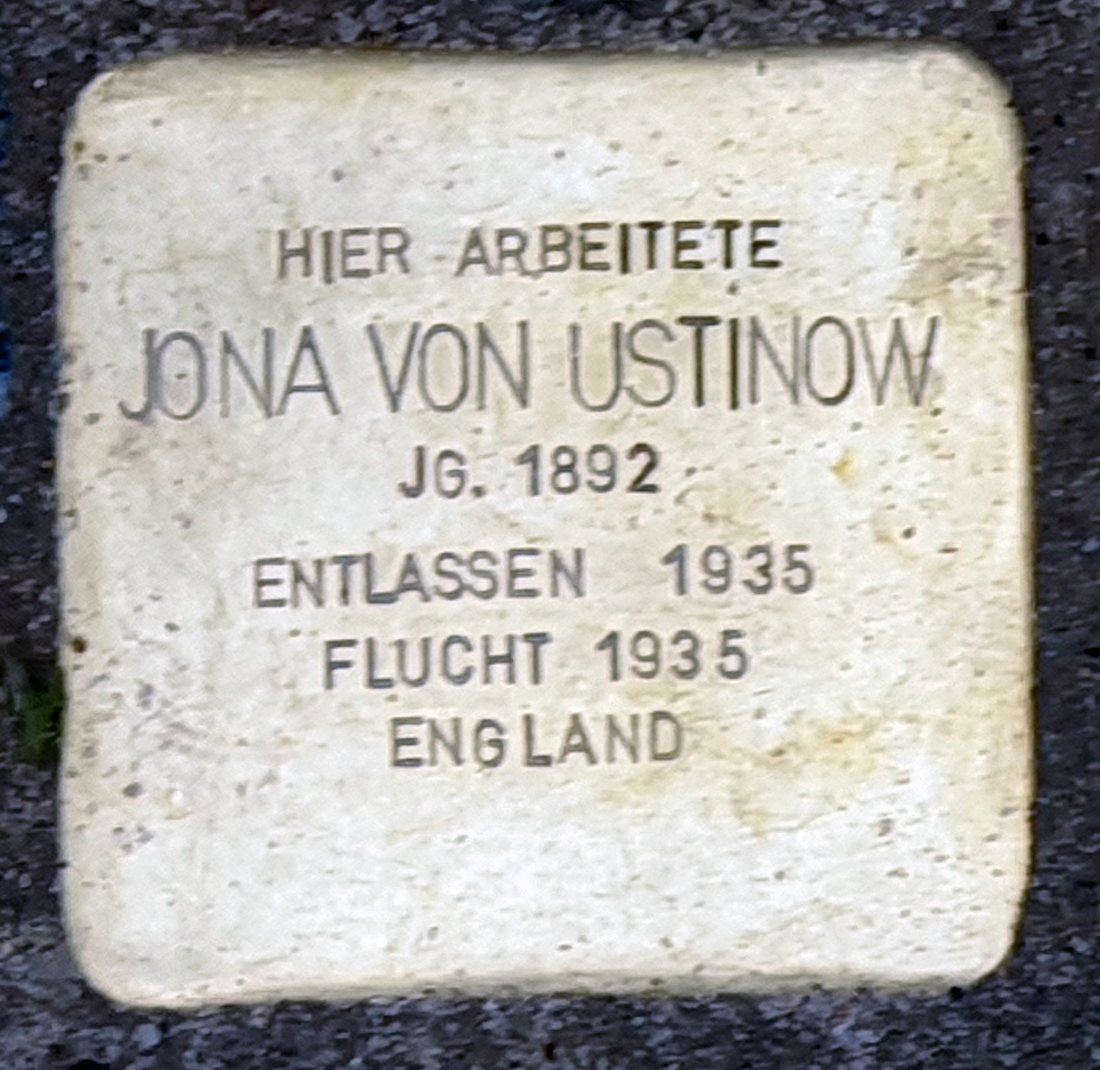
Stolperstein voor Jona Ustinov

Hij begon te werken voor MI5. Bij hem thuis, Redcliffe Gardens 34 in Kensington, Londen gingen geheime ontmoetingen door tussen Duitse generaals en Britse verantwoordelijken. Onder hen vond men de diplomaat Robert Vansittart, het parlementslid Winston Churchill en de eerste secretaris van de Duitse ambassade Wolfgang zu Putlitz.
Op basis van de inlichtingen die hij kon verzamelen over Hitlers oorlogsplannen, ondernam Ustinov vergeefse pogingen om eerste minister Neville Chamberlain aan te zetten tot grotere kordaatheid.

## Dood
Ustinov overleed aan hartfalen. Hij stierf in armtierige omstandigheden. Men had vergeten hem een pensioen toe te kennen en dit was nog niet rechtgezet toen hij overleed.

## Bron
- Peter USTINOV, Dear Me, 1977, autobiografie.